# Chicorée pain de sucre
Pour les articles homonymes, voir Pain de sucre.

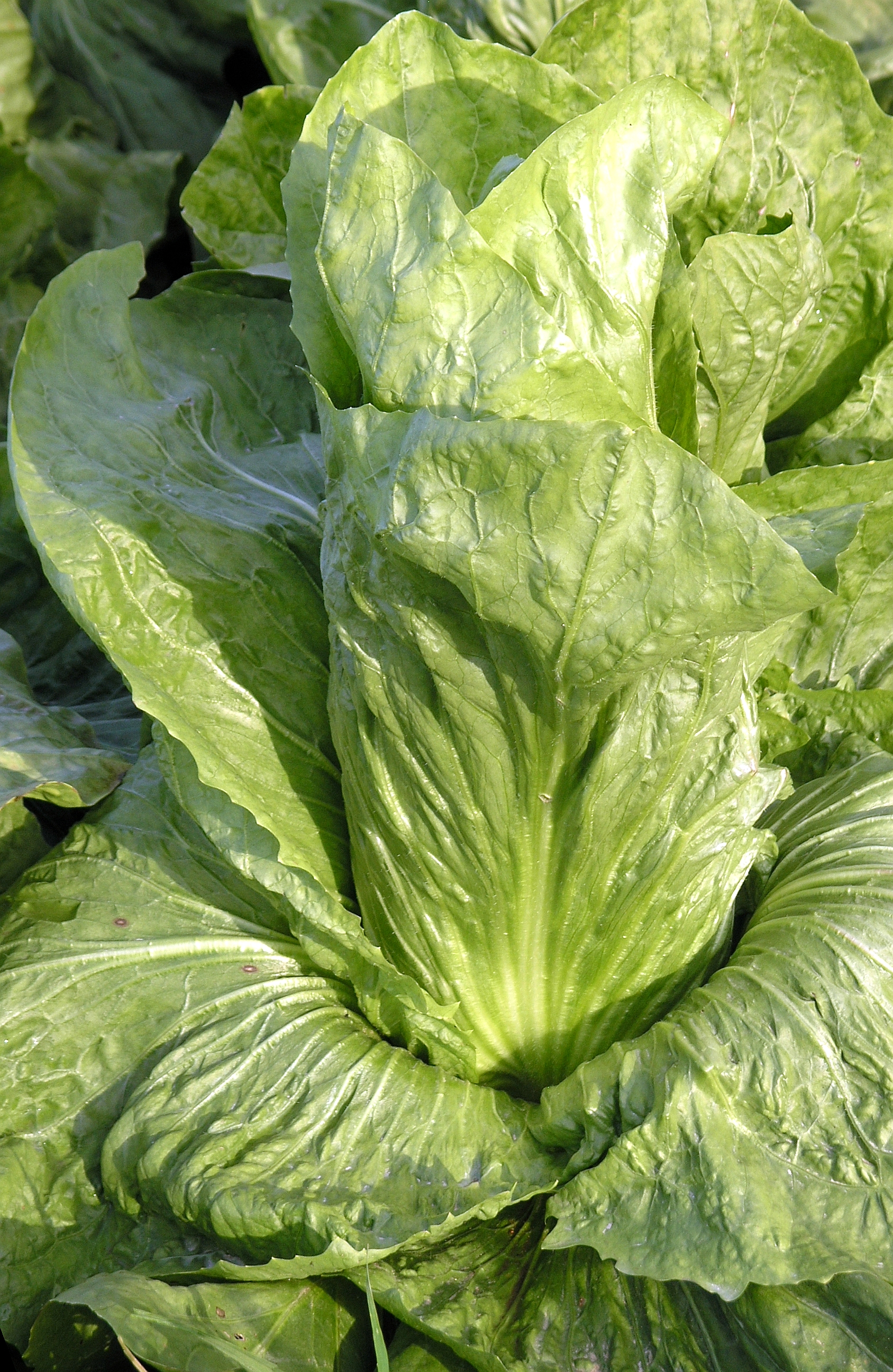
Chicorée pain de sucre.

La chicorée pain de sucre (Cichorium intybus L. 'Pan di Zucchero', synonyme Cichorium intybus L. var. foliosum Hegi f. cylindricum), plus simplement appelée pain de sucre, est un cultivar obtenu à partir de la variété foliosum, celle qui donne aussi, entre autres, l'endive et le radicchio. C'est donc une forme cultivée de la Chicorée sauvage amère (Cichorium intybus L.), une espèce de plante herbacée vivace de la famille des Astéracées. Elle doit son nom aux feuilles supérieures qui sont resserrées, en forme de pain de sucre.

## Culture

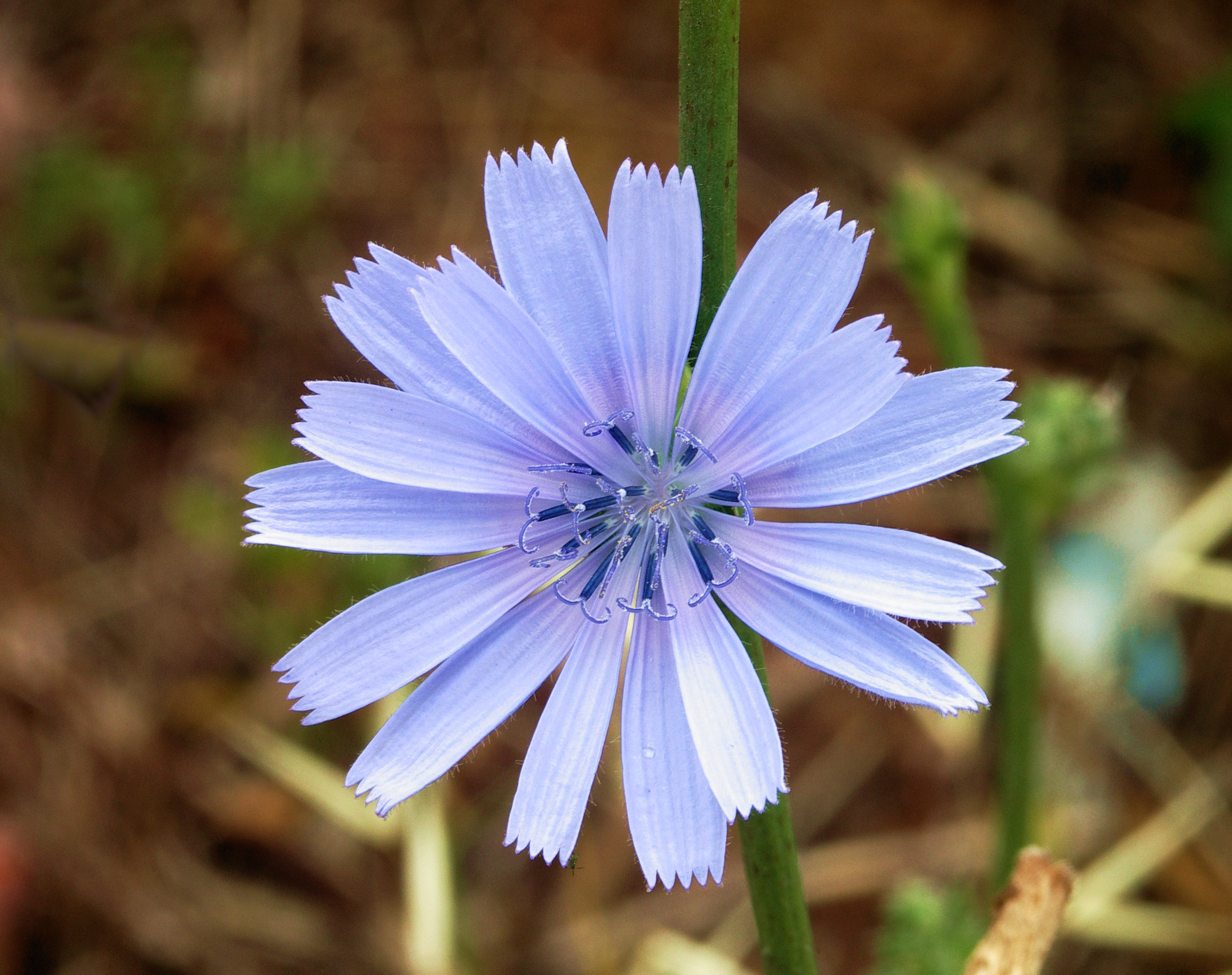
En fleur.

Sa culture est facile et d'un grand rendement ; sa longue racine pivotante lui permet d'accéder à l'eau en profondeur si bien qu'elle s'accommode des rares périodes de sécheresse de la moitié nord de la France et des régions voisines. Dans ces contrées, elle résiste aux faibles gelées d'automne.
La chicorée pain de sucre, bien que composée à 90 % d'eau, est un peu plus calorique que les chicorées sauvages (25 kcal/100 g contre 15 kcal/100 g), elle est riche en provitamine A et a des vertus stomachiques.
Un sol au pH neutre, riche en matière organique, frais et bien drainé, profondément travaillé et décompacté, avec une exposition ensoleillée donne de bons résultats.
Il est conseillé les semis de juin à août, en place dès que la terre est parvenue à 15 °C, en espaçant les rangs de 20 à 30 centimètres. Les plants seront espacés à 20 à 30 cm lorsqu'ils auront 4 ou 5 feuilles.
Les chicorées italiennes peuvent être plus serrées que les chicorées pain de sucre. 
Comme toutes les chicorées, elle peut être récoltée entière, ou bien feuille à feuille pour faire durer la plante.
Semis : juin à août
Plantation : repiquage 4 semaines après le semis.
Récolte : environ 4 à 6 mois après le semis

## Classification
La plante appartient à la famille des Astéracées (Composées).
C'est une variété herbacée vivace cultivée en annuelle.
Elle est originaire d'Europe méridionale et Moyen-Orient.

## Utilisation

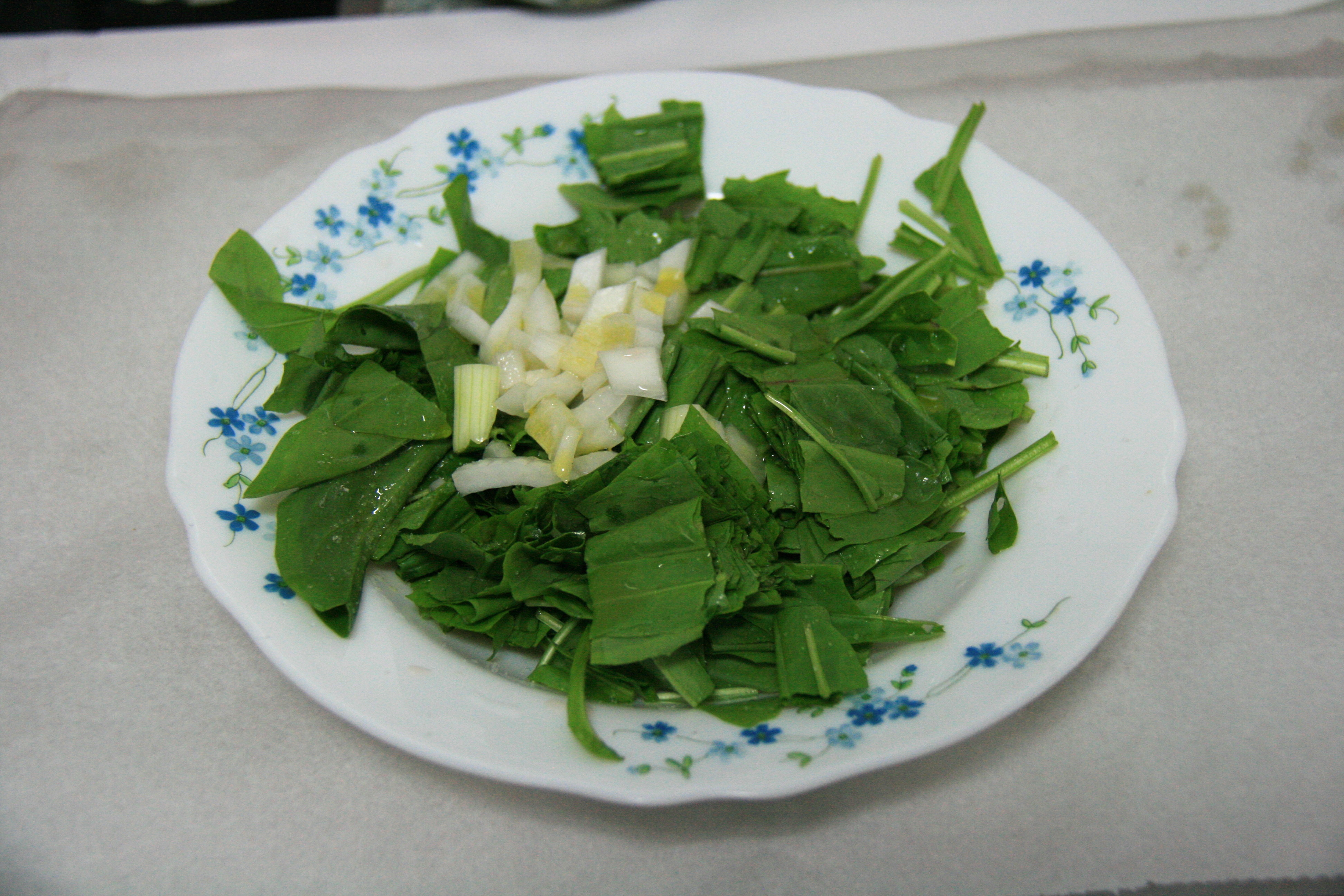
En salade.

Les feuilles peuvent se consommer en salade, éventuellement accompagnées d'autres légumes (mâche...) ou cuites si on tolère leur goût assez amer, mais nettement moins prononcé que celui de l'espèce sauvage. Pour cette raison, la chicorée pain de sucre n'est généralement pas appréciée des enfants.